# Taeniolella cladinicola
Taeniolella cladinicola är en lavart som beskrevs av Alstrup 1993. Taeniolella cladinicola ingår i släktet Taeniolella och familjen Mytilinidiaceae.   Inga underarter finns listade i Catalogue of Life.